# Рауцкис, Сваюнас
Сваюнас Рауцкис (лит. Svajūnas Rauckis; 5 октября 1979) — литовский футболист, нападающий.

## Биография
С юного возраста выступал в Эстонии за клубы, входившие в систему таллинской «Флоры» — «ФК Лелле», «Лелле СК», «Тулевик» (Вильянди), стал одним из большой группы литовских футболистов из Паневежиса, выступавших в Эстонии во второй половине 1990-х (Марюс Довиденас, Томас Сирявичюс, Андрюс Бородулин, Дарюс Магдишаускас, Ремигиюс Микочёнис). В высшем дивизионе Эстонии дебютировал 19 июля 1997 года в составе «Лелле СК» в матче против «Таллинна Садам». Первый гол в элите забил 26 октября 1997 года в составе «Тулевика» в ворота клуба ЭП.
Летом 1998 года вместе с коллегой по «Тулевику» Айваром Прийделем переходил в молдавский клуб высшего дивизиона «Агро» (Кишинёв), однако сыграл только 4 матча, забив один гол, и вернулся в Эстонию.
В августе 1998 года присоединился к клубу первой лиги Эстонии «Курессааре» и за половину сезона забил 8 голов. В следующем сезоне стал победителем первой лиги и лучшим её бомбардиром с 27 голами. На старте сезона 2000 года сыграл 3 матча и забил один гол в высшей лиге. В конце апреля 2000 года президент клуба Айвар Похлак расторг контракт с Рауцкисом из-за пристрастия того к азартным играм и попыток мошенничества.
Всего в высшем дивизионе Эстонии сыграл 19 матчей и забил 2 гола.
В конце карьеры выступал в низших лигах Литвы за клуб «Аукштайтия», а также за команду ветеранов «Экранаса».